# سرحوضك
سرحوضك هي قرية في مقاطعة كاشمر، إيران. عدد سكان هذه القرية هو 1,567 في سنة 2006.